# ベニタケ科
ベニタケ科（学名 Russulaceae）はキノコの分類の一つである。

## 形態
傘は若いとき半球型。古いものは中央が窪むものが多い。傘の縁は破れたり、反り返ったりするものがある。胞子紋は白色が多いが、黄土色のものもある。柄は中心性で下部が細くなっている。柄の内部は中空、髄質のものが多いが、中実のものもある。つぼやつばはない。ひだは離生、又は垂生。肉は繊維状の菌糸ではなく、球状の細胞から成るためぼそぼそで、ちぎりやすい。いわゆる「縦に裂くことのできないキノコ」とはこうした組織構造をもつベニタケ科のキノコのことである。もちろん、縦に裂くことができないものは毒キノコであるという説は迷信であり、ベニタケ科には食用になるキノコと毒キノコの両方が含まれる。胞子は球状かやや楕円回転型で表面に模様がある。
子実体の形態は様々である。

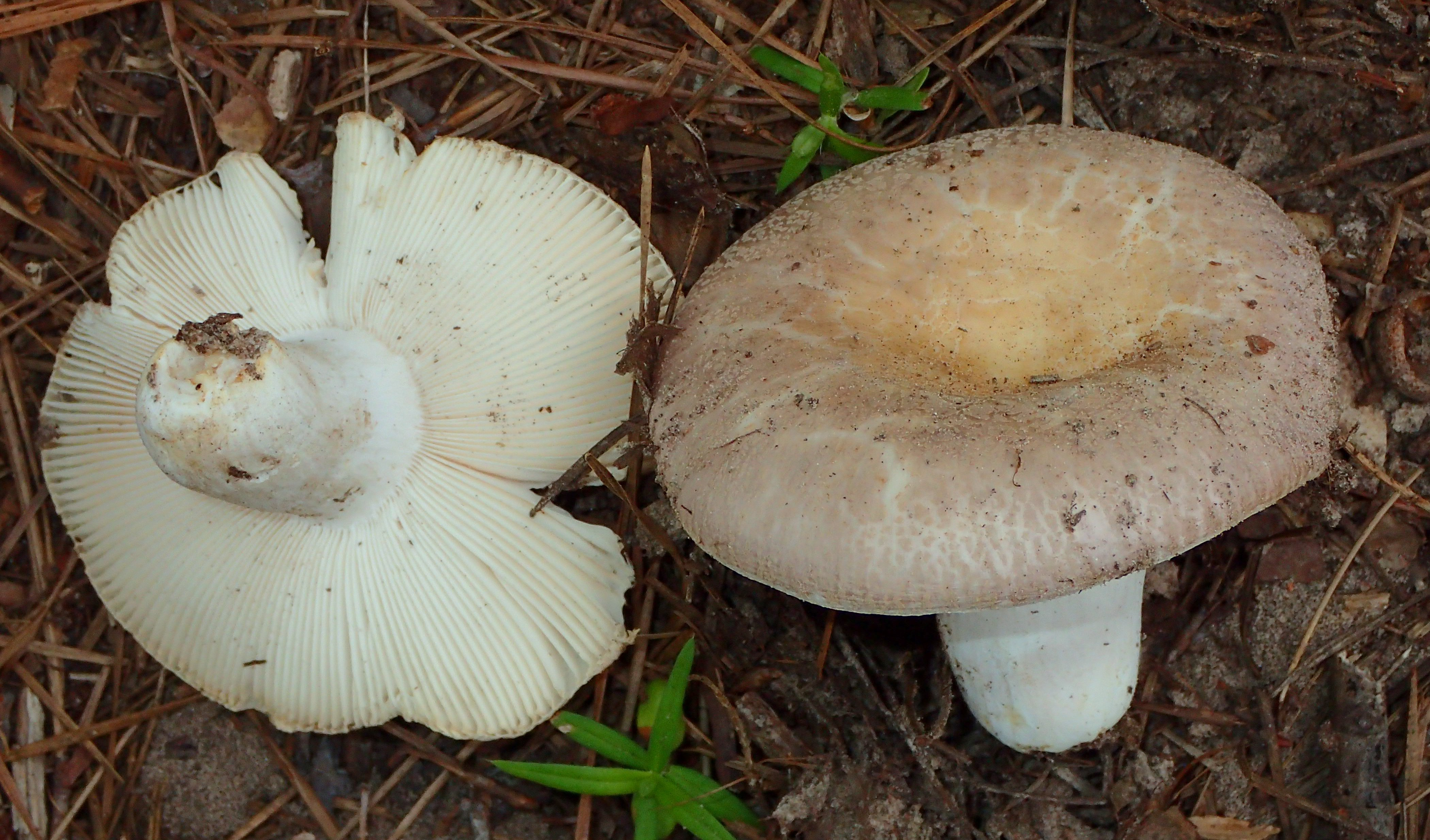
ハラタケ型（agaricoid） Russula crustos
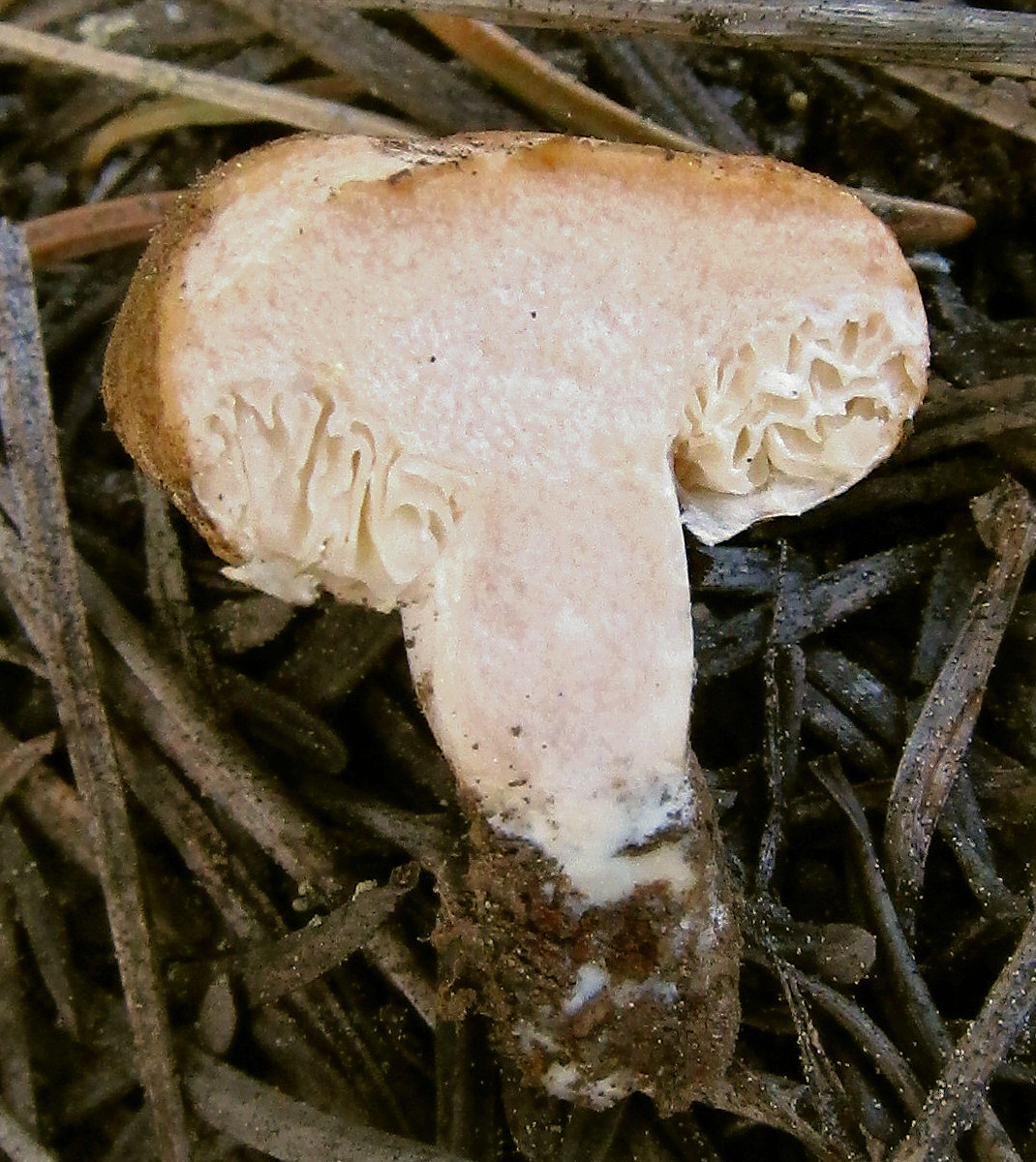
セコティオイド型（secotioid）Arcangeliella crassa
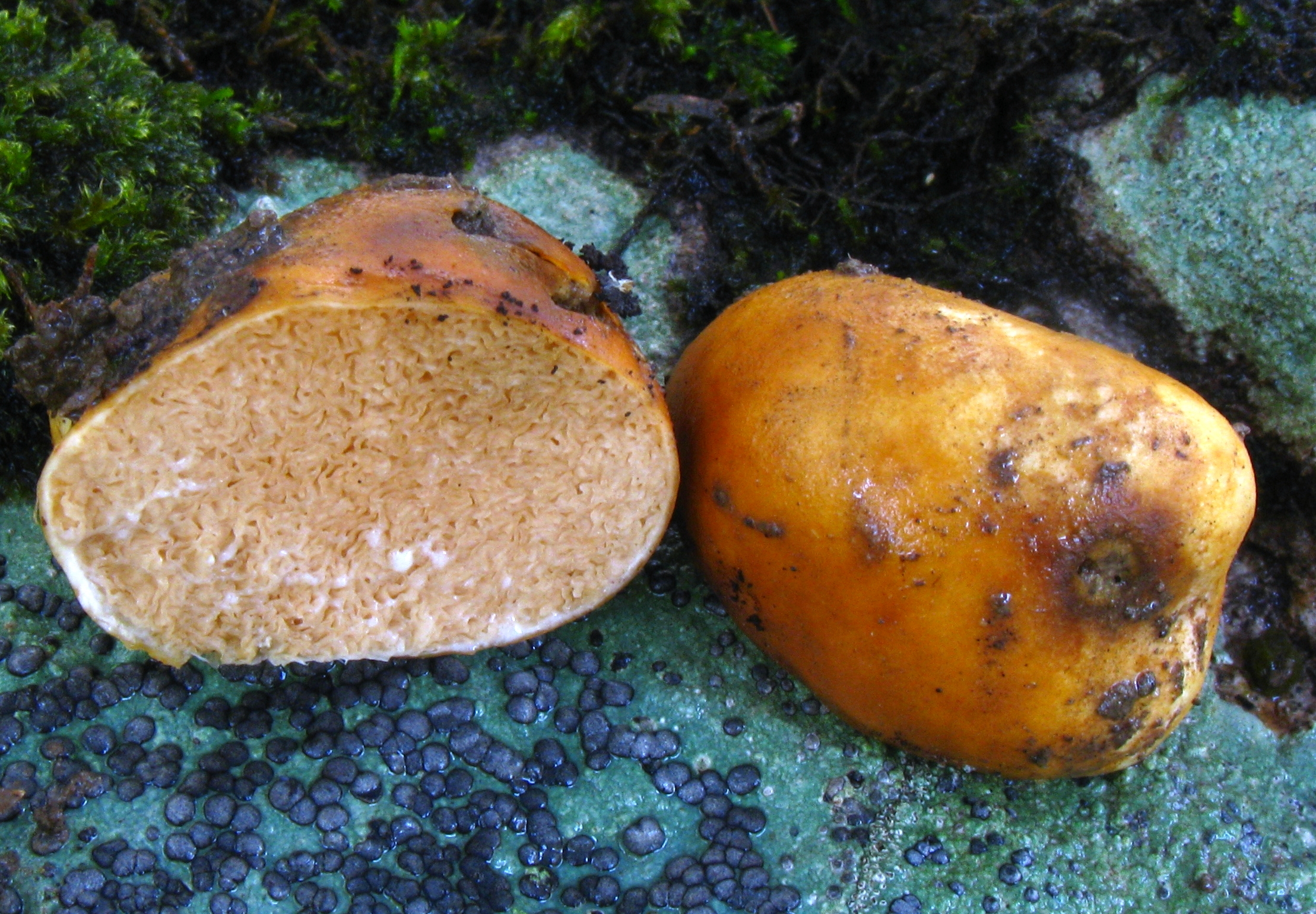
Gasteroid: Zelleromyces cinnabarinus
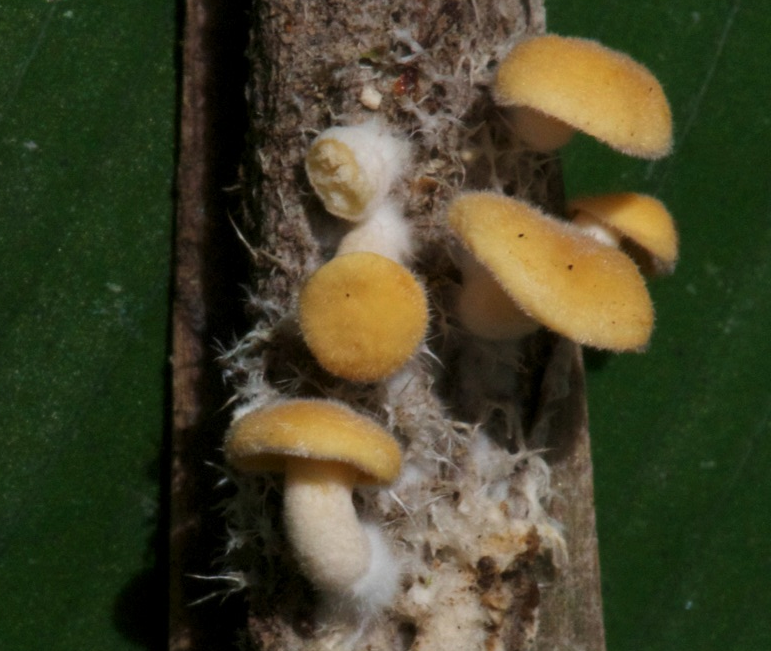
ヒラタケ型（pleurotoid）Lactifluus sp.
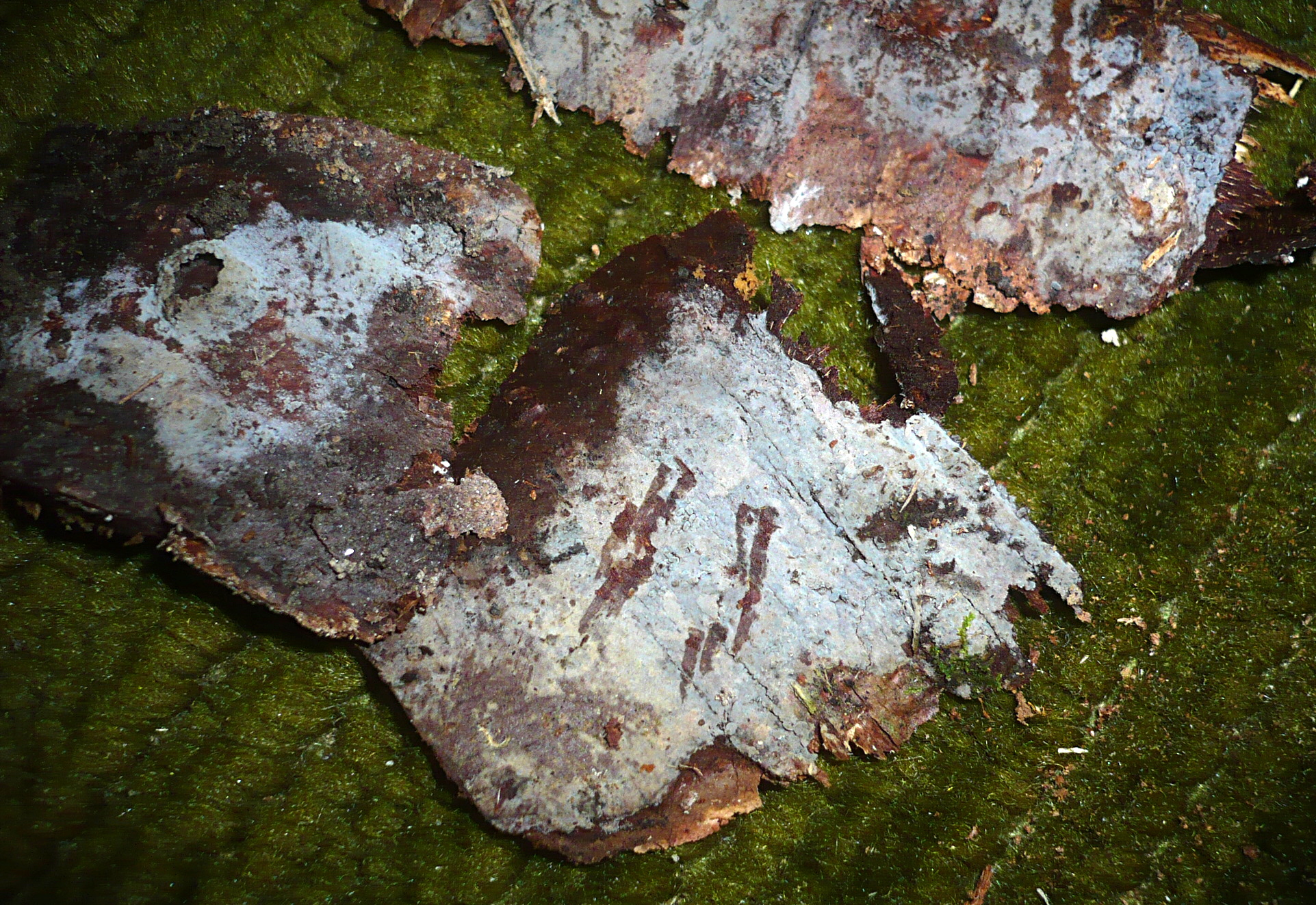
コウヤクタケ型（corticioid） Pseudoxenasma verrucisporum

## 生態
ベニタケ科のうち、カラハツタケ属（Lactarius）、ベニタケ属（Russula）、チチタケ属に属する菌類の多くの種は樹木の根と共生し、菌根を形成することで生活していると考えられている。樹木にとっては菌類の作り出す有機酸や抗生物質による土壌中の栄養分の吸収促進や病原微生物の駆除、菌類にとっては樹木が光合成で得られた栄養分の一部を受け取っている相利共生の関係がある。土壌中には菌根から菌糸を介して同種の樹木同士や他種植物に繋がる広大なネットワークが存在すると考えられている。ツツジ科植物の中には本科と共生というより寄生に近い関係を結ぶものがあり、土壌中の本科を含む菌類の菌糸から一方的に栄養を奪い取っていると考えられている。このような植物を腐生植物や菌従属栄養植物と呼ぶ。

土壌中の菌糸だけでなく、子実体にもしばしば寄生される。ヤグラタケ（Asterophora lycoperdoides）やヒポミケス属（Hypomyces）といった菌類はしばしばベニタケ科菌に寄生することで知られる。コウヤクタケ型の子実体を作る3属については菌根菌ではなく木材腐朽菌である。

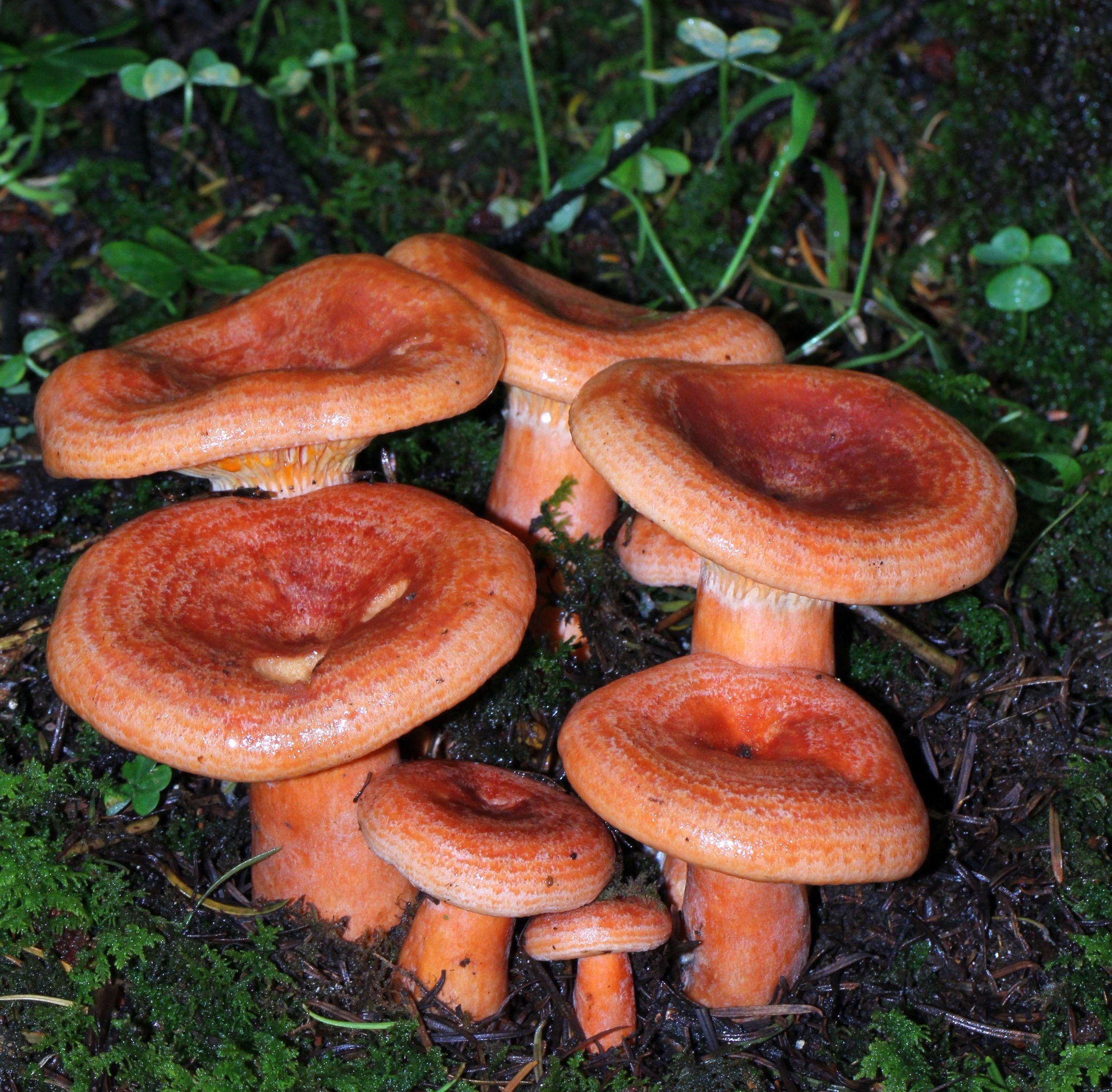
マツ科モミ属と菌根を作るLactarius salmonicolor（アカモミタケ近縁種）
菌根によるネットワークの模式図
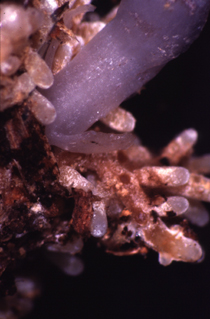
ツツジ科との間に形成された菌根
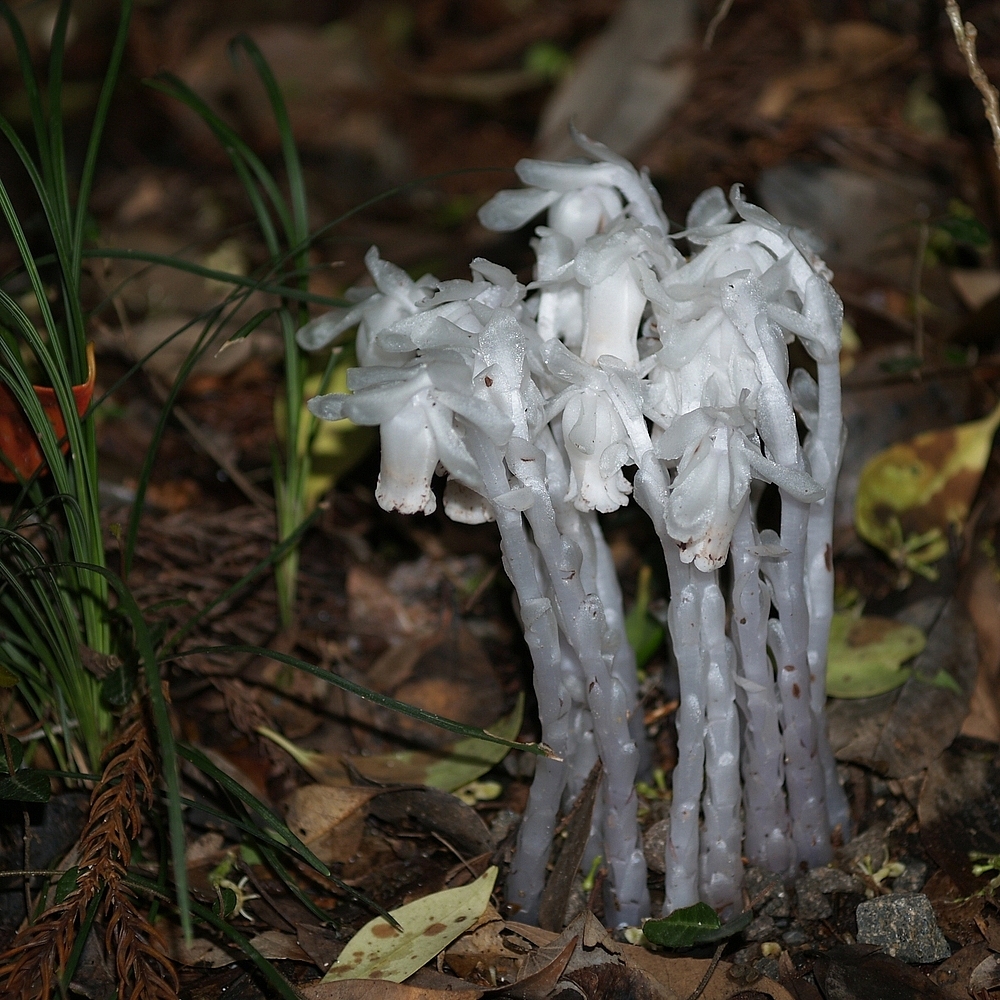
腐生植物であるギンリョウソウ（ツツジ科）
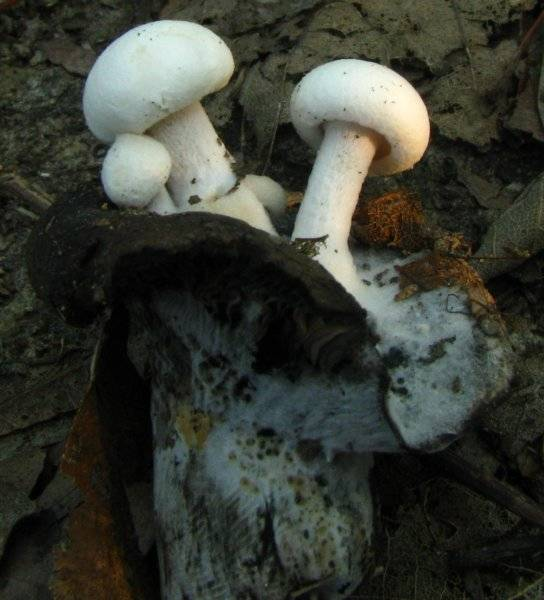
ベニタケ科属子実体に寄生したヤグラタケ
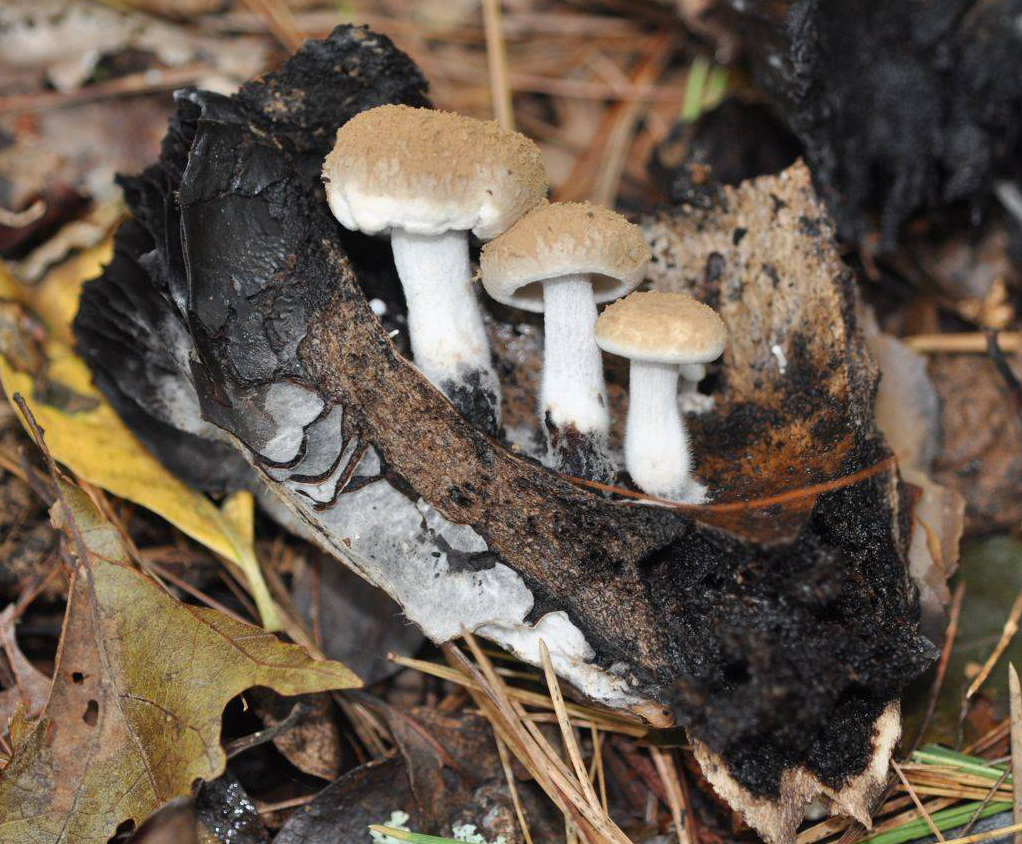
茶色い胞子をまとったヤグラタケと朽ちる宿主
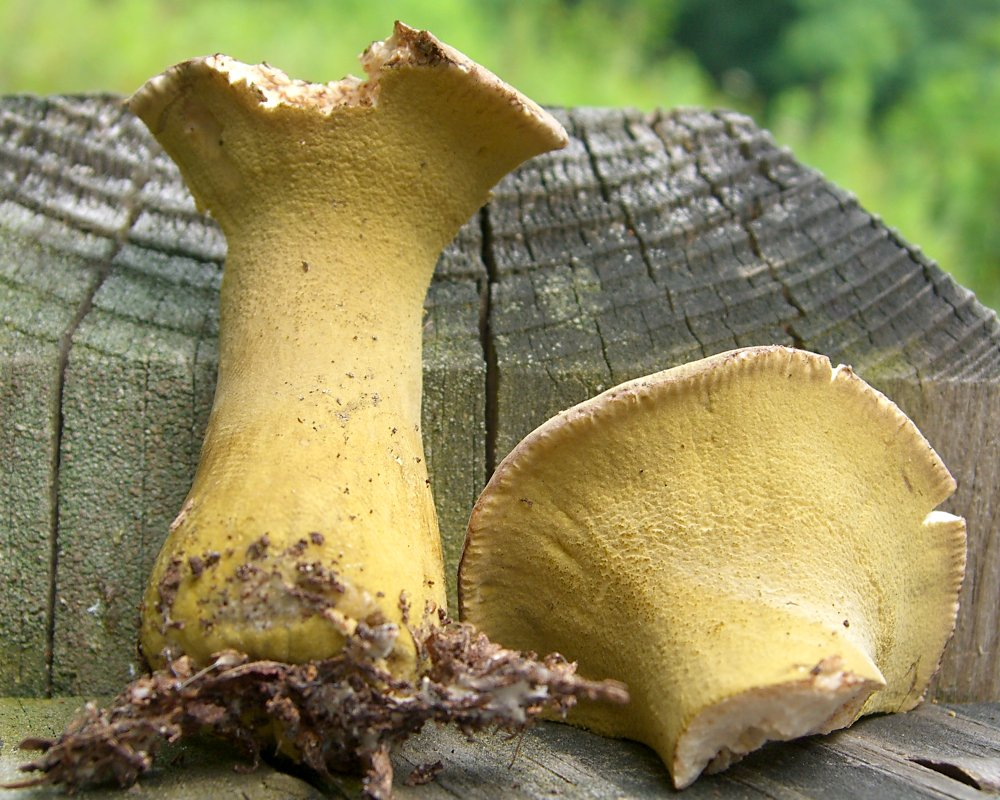
ヒポミケス菌に寄生されヒダの形成不全を起こしたベニタケ科子実体

## 人間との関係

### 食用
全体的にボソボソした触感と評されることの多いグループであるが食用種も多く知られている。特にカラハツタケ属やチチタケ属を中心にハツタケ、チチタケおよびその近縁種が世界各地で親しまれている。この2属の子実体は傷つけると乳液を大量に分泌したり、乳液が時間の経過とともに特定の色に変色するなどの視覚的にわかりやすい特徴を持つ種類も多く、致命的な猛毒種もあまり知られていないこともあってキノコ狩りの対象としても人気が高い。
ベニタケ属にも食用種が含まれるが、食材としての利用は前記2属に比べて少ない。また、同属のニセクロハツは致命的な毒キノコとして知られ、しばしば中毒事故を起こしている。毒成分は2-シクロプロペンカルボン酸で摂取すると筋肉を融解し、その分解物が腎臓等に損傷を与えることで致命的になる。

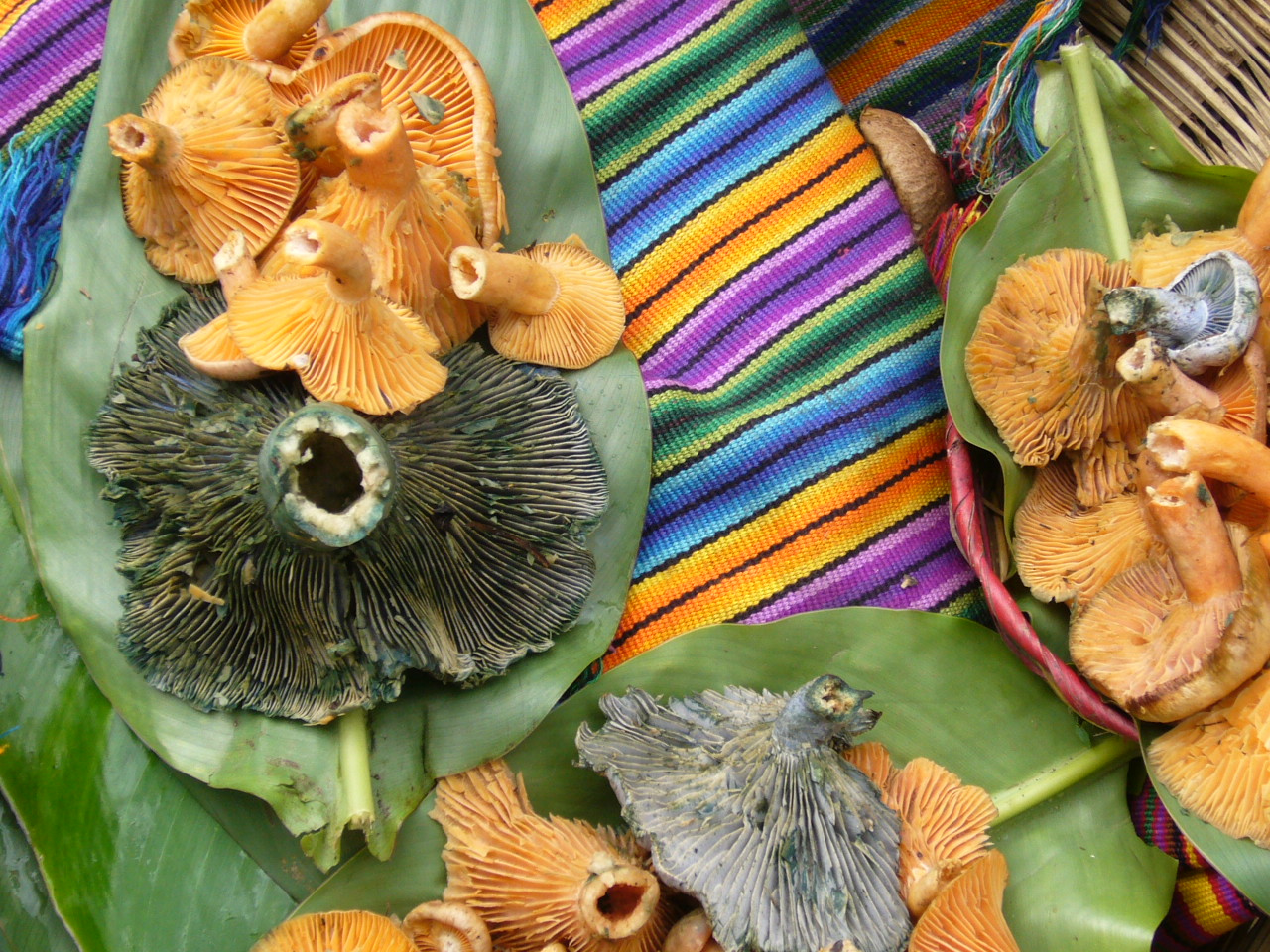
グアテマラの市場に並ぶベニタケ科
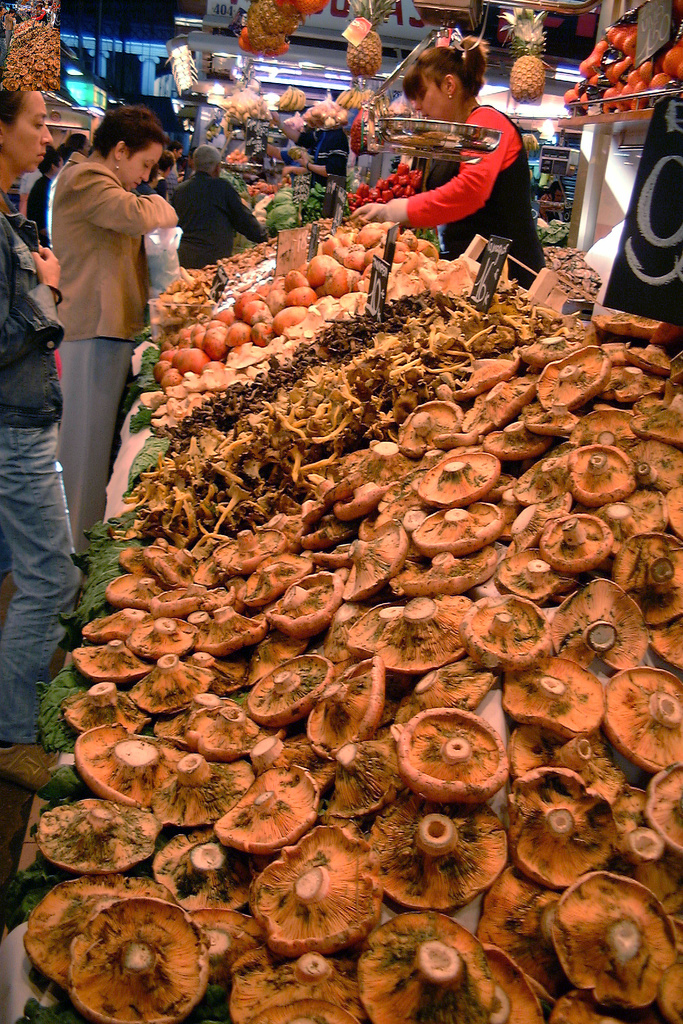
スペインの市場に並ぶLactarius deliciosus
2-シクロプロペンカルボン酸の構造式

## 分類
従来のベニタケ科はベニタケ属（Russla）とチチタケ属（Lactarius）の2属とされ、それぞれいくつかの節（section）に分けることが多かったが、近年の研究成果により節から属単位に格上げされるものもあり細分化されている。また、この際に和名チチタケ属に新たにLactifluusという学名を与えられ、従来のLactariusはカラハツタケ属という和名になった。以下に下位分類として所属する属および特徴を挙げる。研究者によって多少の差異がある。
上位分類についても従来はハラタケ目とすることが多かったが、マイタケに形態の似た木材腐朽菌であるミヤマトンビマイ科等とともにベニタケ目（Russulales）とする説が提唱されている。

### カラハツタケ属Lactarius
子実体はハラタケ型（agaricoid）もしくはヒラタケ型（pleurotoid）で傷を付けると乳液を分泌する。傘（cap）の表面にはしばしば環状の模様（zonate）が現れる。

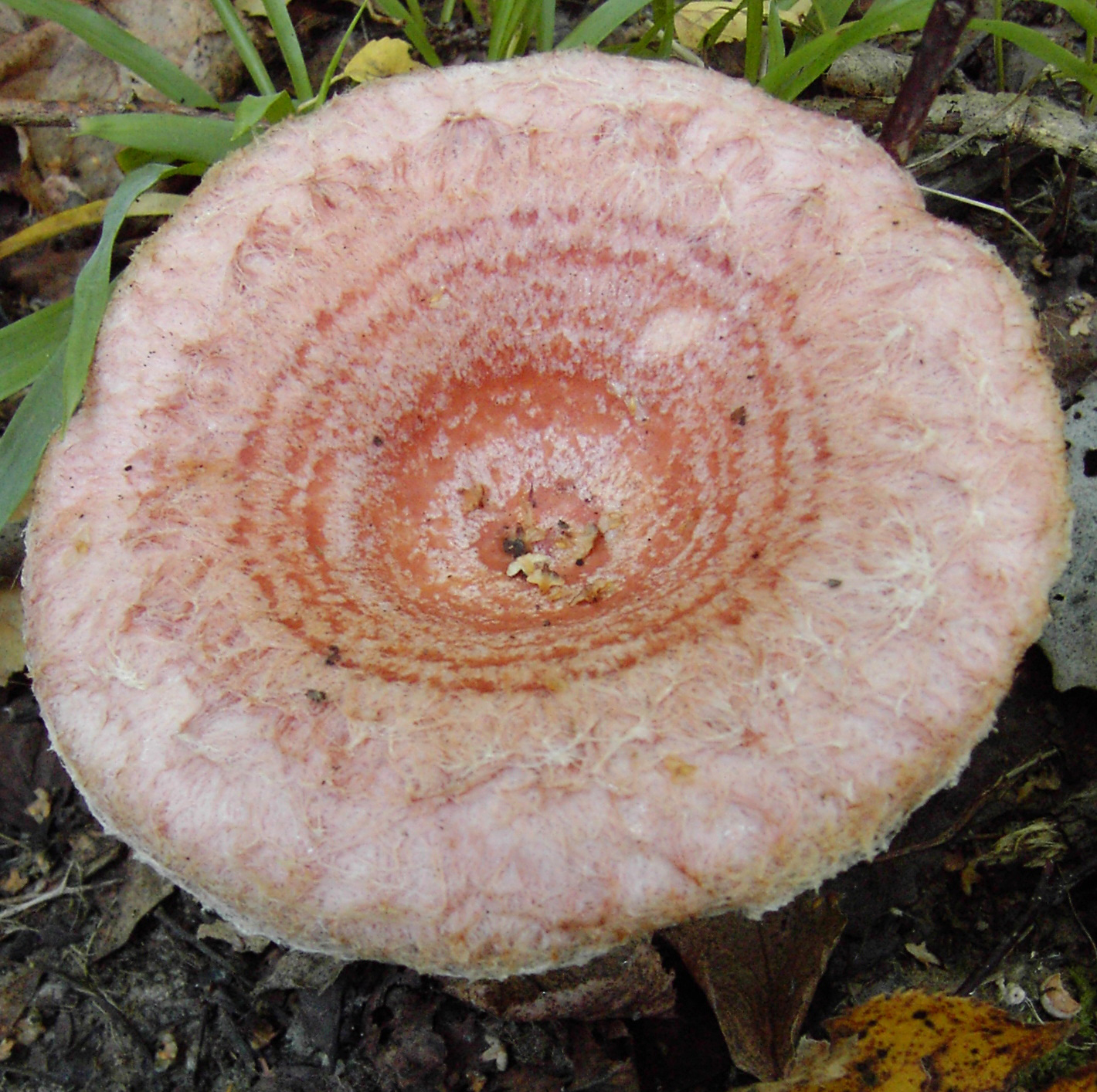
環状の模様が現れるLactarius torminosus
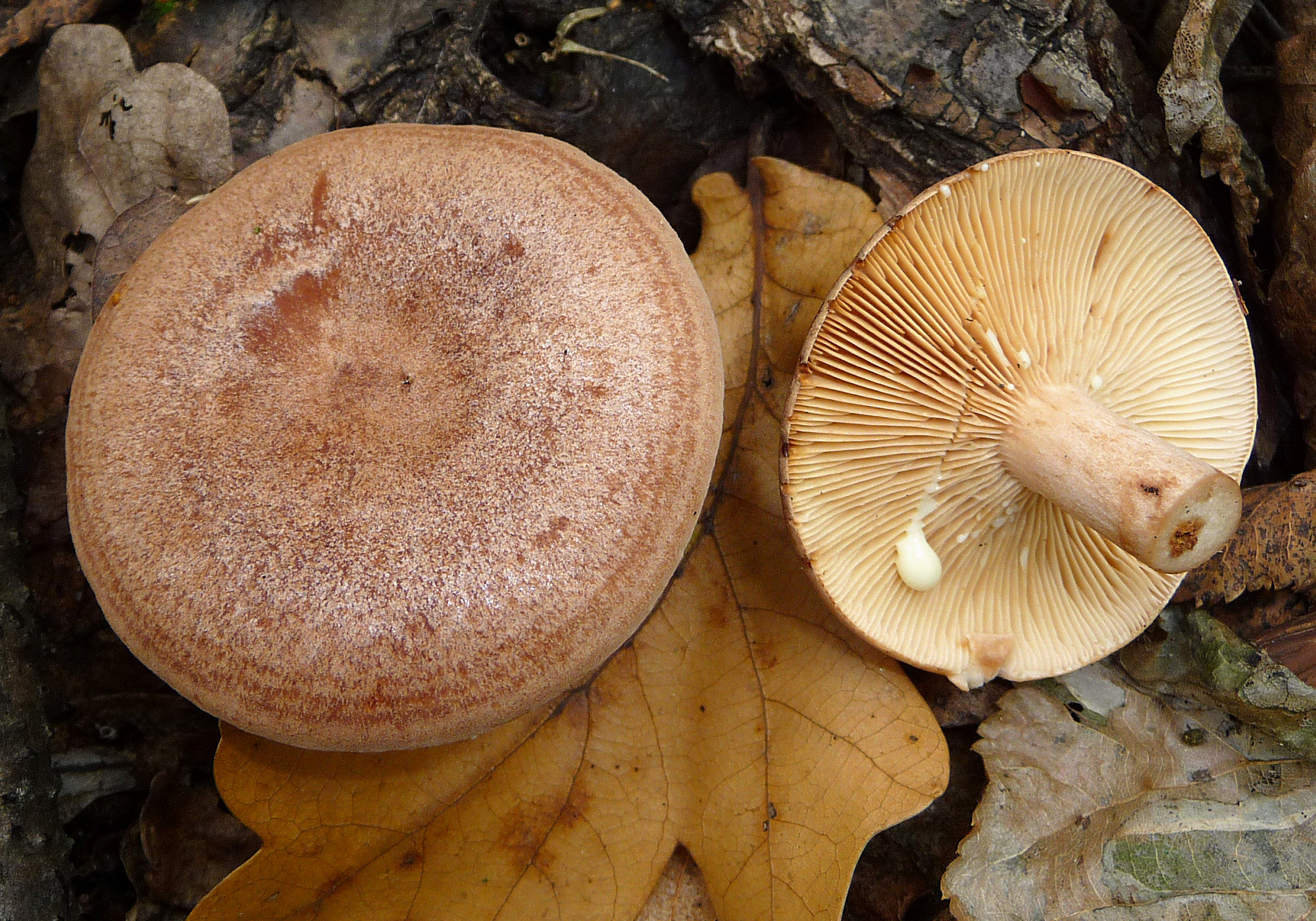
Lactarius quietusの環状の模様と乳液
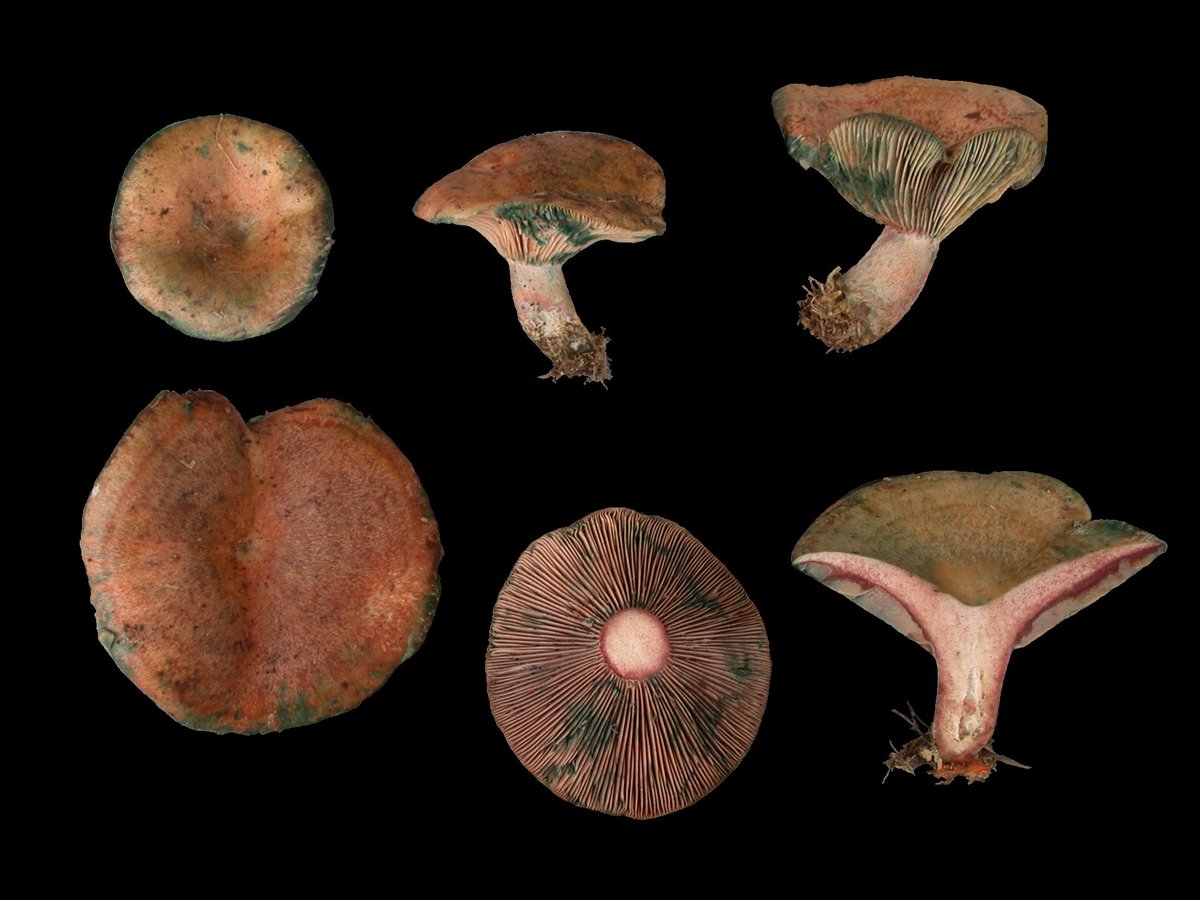
変色性のある乳液を持つ種もあるハツタケ（Lactarius hatsutake）
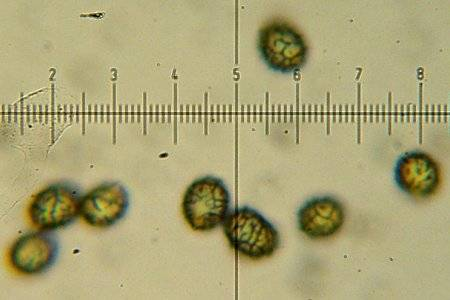
Lactarius alnicolaの胞子

### Multifuruca
2008年に提唱された新しいグループ、従来のベニタケ属とチチタケ属に含まれていた一部種を合わせて形成された和名未定の属である。子実体はハラタケ型で傘表面には環状の模様が現れる。乳液は多くの種で分泌が見られない。

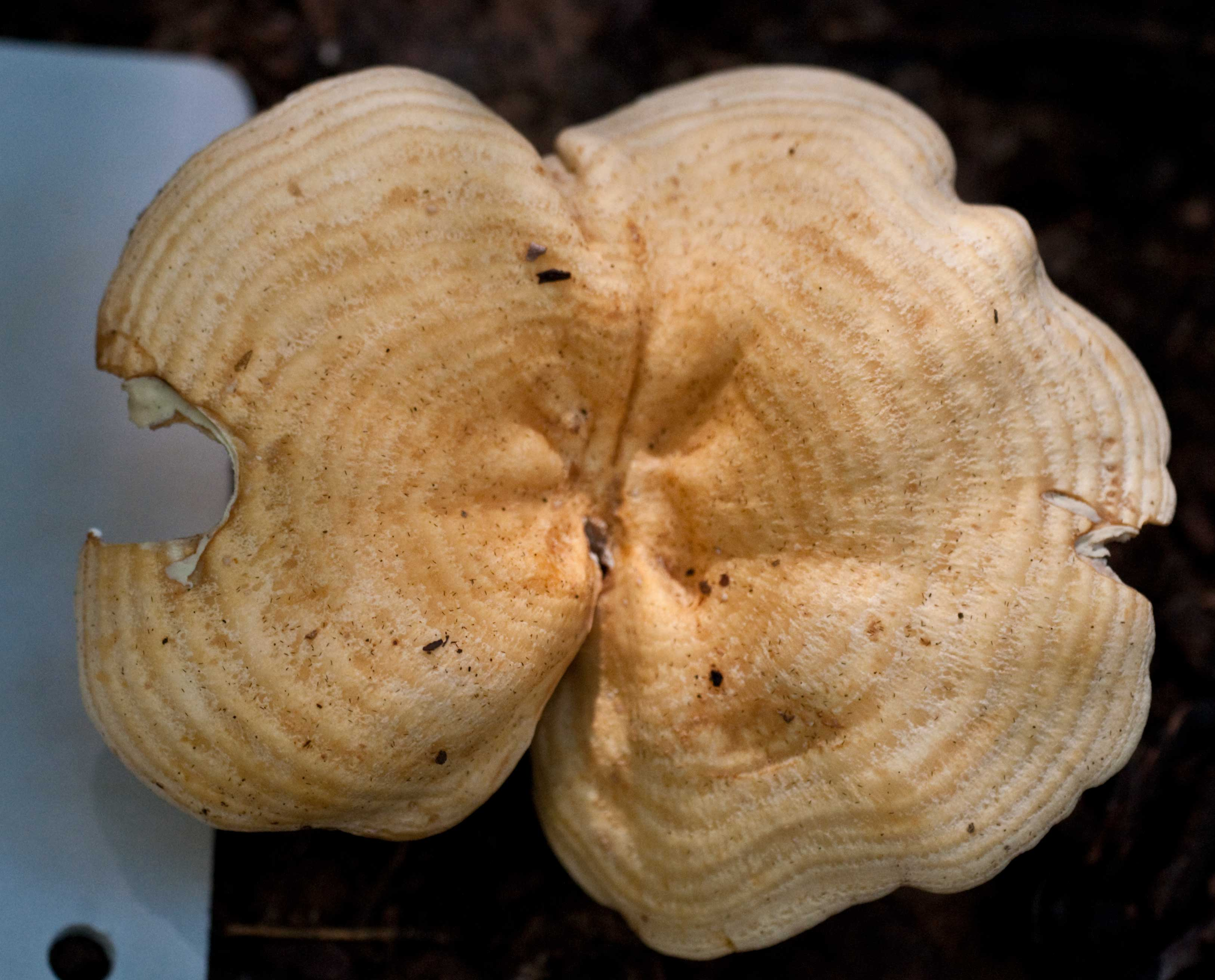
Multifuruca sp.

### ベニタケ属Russula
子実体はハラタケ型もしくはヒラタケ型。乳液の分泌は見られない。傘はしばしば明るい色になり、環状の模様（zonate）は見られない。

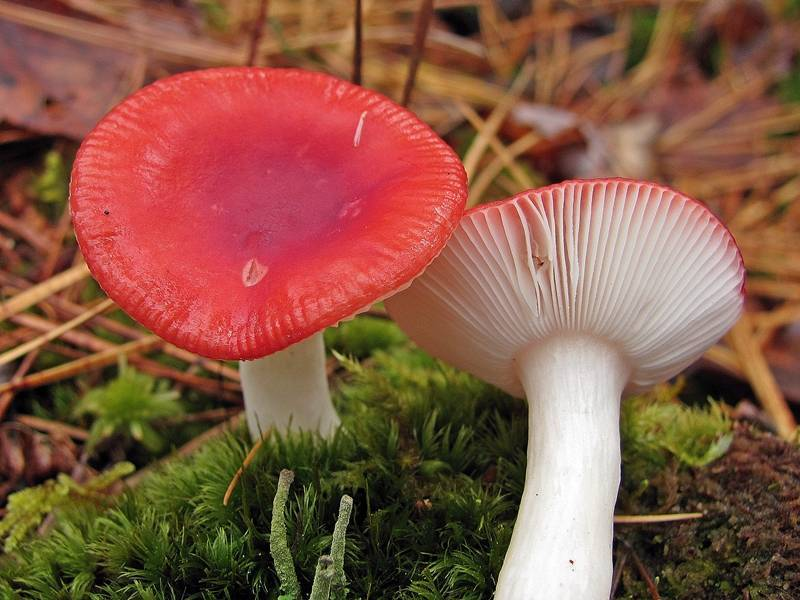
Russula emetica

### チチタケ属Lactifluus
子実体はハラタケ型もしくはヒラタケ型。乳液の分泌が見られる。傘の表面に環状の模様は見られない。

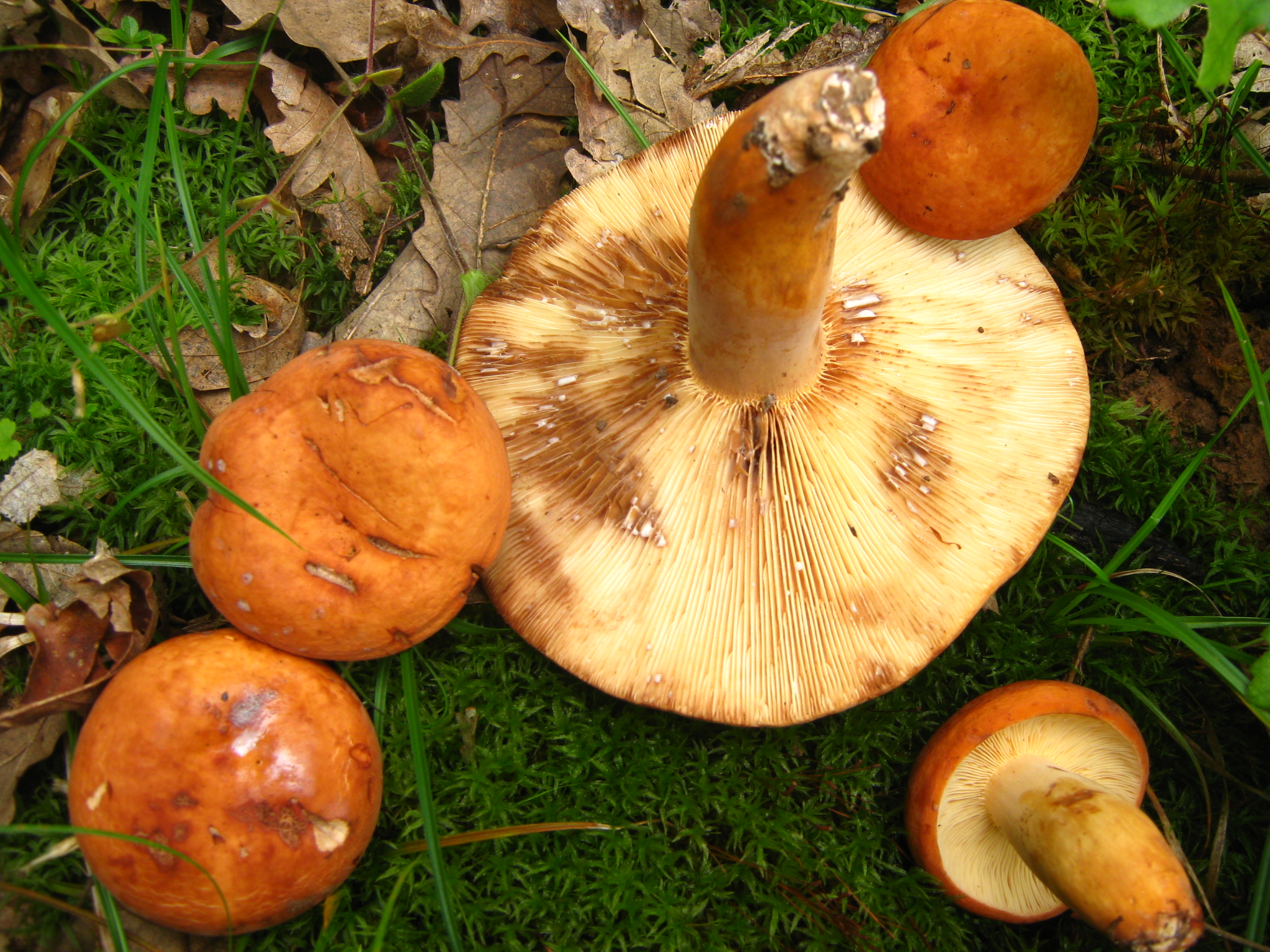
傘に環状の模様がなく、乳液の分泌と変色が見られるチチタケ属

### Boidinia
子実体はコウヤクタケ型。木材腐朽菌である。

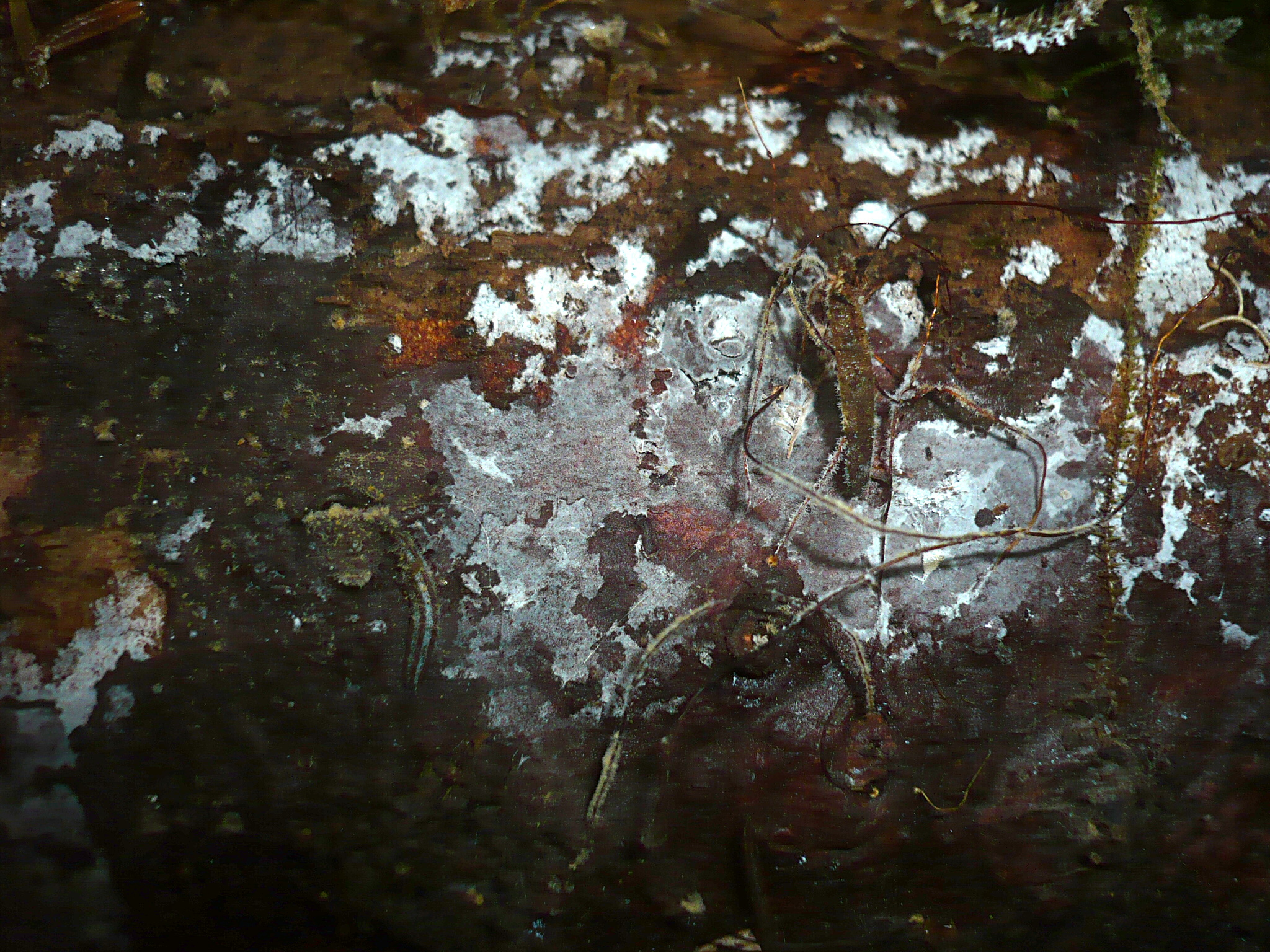
Boidinia furfuracea

### Gloeopeniophorella
子実体はコウヤクタケ型。

### Pseudoxenasma
子実体はコウヤクタケ型

## 種類
- ベニタケ属（Russula(Pers.:Fr)Gray）
  - ツギハギハツ節（Sect. Pelliculariae）
  - シロハツモドキ節（Sect. Delicoarchaeae）
  - シロハツ節（Sect. Plorantes）
  - アカカバイロタケ節（Sect. Crassotunicatae）
  - クロハツ節（Sect. Compactae）
  - カレバハツ節（Sect. Pachycystides）
  - ススケベニタケ節（Sect. Decolorantes）
  - クサハツ節（Sect. Ingratae）
  - ヤブレベニタケ節（Sect. Rigidae）
  - ドクベニタケ節（Sect. Russula）
- チチタケ属（Lactarius(DC.)Gray）
  - ヒメシロチチタケ節（Sect. Panuoidei）
  - チチタケ節（Sect. Dulces）
  - クロチチタケ節（Sect. Plinthogali）
  - ツチカブリ節（Sect. Albati）
  - ヒメチチタケ節（Sect. Russulares）
  - カラハツタケ節（Sect. Lactarius）
  - ハツタケ節（Sect. Dapetes）